# Alan Lee (piłkarz)
Alan Desmond Lee (ur. 21 sierpnia 1978 w Galway, Irlandia) – irlandzki piłkarz występujący na pozycji napastnika. W latach 2003–2006 rozegrał 10 spotkań w reprezentacji Irlandii.

## Kariera klubowa
Alan Lee jest wychowankiem Aston Villi. W 1995 roku Lee podpisał profesjonalny kontrakt z zespołem, którego zawodnikiem był do 1999 roku, nie zagrał jednak w tym czasie w żadnym oficjalnym spotkaniu. 27 listopada 1998 roku przez dwa miesiące przebywał na wypożyczeniu w występującym w Football League Third Division – Torquay United, dla którego w 4 meczach ligowych zdobył 2 bramki. 2 marca 1999 roku został wypożyczony do Port Vale, który występował w Football League First Division. Lee zdobył 2 bramki w 11 spotkaniach, pomagając drużynie utrzymać się w lidze.
7 lipca 1999 roku Lee przeszedł za 200 tysięcy funtów do zespołu Burnley, który występował w Football League Second Division. Burnley zajęło 2. miejsce, wywalczając awans na zaplecze Premiership. Lee rozegrał jednak tylko 15 spotkań, nie strzelając ani jednej bramki.
W następnym sezonie Lee został wypożyczony z powrotem do Football League Division 2, do zespołu Rotherham United. Podczas wypożyczenia zdobył 2 gole w 10 spotkaniach, co skłoniło Rotherham do wykupienia go z Burnley za 150 tysięcy funtów. Sezon 2000/01 zakończył łącznie z 15 bramkami dla Rotherham, pomagając drużynie wywalczyć awans. W Football Legue First Division Lee zdobył 9 bramek w 38 spotkaniach, a zespół Rotherham zajął ostatnie bezpieczne, 21. miejsce. Kolejny sezon był jeszcze lepszy i dla zawodnika i dla Rotherham, który zajął 15. miejsce w lidze. Lee natomiast zagrał w 42 meczach, w których 15 razy wpisywał się na listę strzelców.
Dobra postawa w Rotherham zaowocowała transferem do Cardiff City, które wyłożyło za napastnika 850 tysięcy funtów. W czasie 2,5-letniego pobytu w stolicy Walii, Lee zaliczył 86 meczów ligowych, w których zdobył 10 bramek.
10 stycznia 2006 roku przeszedł za około 100 tysięcy funtów do Ipswich Town, z którym podpisał 2,5-letni kontrakt. Podczas pobytu w Ipswich, Lee zagrał w 103 meczach, strzelając 31 bramek.
29 sierpnia 2008 roku Lee za 600 tysięcy funtów wzmocnił Crystal Palace. Dla drużyny z południowego Londynu zagrał w 61 spotkaniach, zdobywając 10 bramek. Swoją najważniejszą bramkę dla Palace strzelił w ostatniej kolejce sezonu 2009/10, w zremisowanym 2-2 meczu z Sheffield Wednesday, dzięki któremu Palace utrzymali się w Championship. Będąc zawodnikiem Crystal Palace, Lee był w 2009 roku wypożyczony na trzy i pół miesiąca do Norwich City, dla którego zdobył 2 gole w 7 meczach.
25 sierpnia 2010 roku Lee przeniósł się do Huddersfield Town, który występował w League One. W sezonie 2011/12 pomógł Huddersfield w wywalczeniu awansu do Championship.

## Kariera reprezentacyjna
30 kwietnia 2003 roku Lee zadebiutował w reprezentacji Irlandii w wygranym 1-0 spotkaniu z Norwegią. W latach 2003–2006 rozegrał w niej 10 meczów.